# عطاء بن رافع الهذلي
عَطَاء بِن رافِعْ بِن أبو نافِع الزُلَفي الهُذَلْي ( 30 هـ / 85 هـ - 650 م / 704 م ) قائد عسكري عربي مسلم وفاتح بلاد سردينيا جنوب إيطاليا وأمير بحر مصر في العصر الأموي. تولى كذلك غزو صقلية وهو أحد القادة الكبار في بداية عصر الدولة الأموية الذين اعتمد عليهم عبد العزيز بن مروان والي مصر آنذاك في الفتوحات وغزو دول البحر المتوسط التابعة للدولة البيزنطية.

## نسبه
هو القائد المسلم الأمير الفاتح:
- عطاء بن رافع بن أبي نافع وينتهي نسبة إلى زليفه بن صبح بن كاهل بن الحارث بن تميم بن سعد بن هذيل بن مدركة بن إلياس بن مضر بن نزار بن معد بن عدنان.[3]

قال أبو سعد السمعاني.
| عطاء بن رافع الهذلي | الزلفي بضم الزاي وفتح اللام وسكون الياء المنقوطة باثنتين من تحتها وفي آخرها القاف، هذه النسبة إلى زليفة وهو بطن من هذيل. والمنتسب إليه عطاء بن رافع الزلفي، ولى بحر مصر لعبد الرحمن بن مروان | عطاء بن رافع الهذلي |

## قيادته فتح سردينيا
وتولى فتح جزيرة سردينيا في زمن الدولة الأموية في خبر طويل وجزيرة سردينيا هي أحد اكبر الجزر والولايات التابعة للدولة البيزنطية وكانت أول حملات الفتح الإسلامي عام 84 هـ - 703 م ويقال في 23 يناير من عام 703 م وكانت حملة الفتح بقيادة القائد عطاء بن رافع أمير بحر مصر ويذكر خبره في كتاب تاريخ المغرب والاندلس :
| عطاء بن رافع الهذلي | أرسل أمير مصر عبد العزيز بن مروان - عطاء بن رافع الهذلي - على رأس الأسطول المصري ورسا في مدينة سوسة وهناك أمر موسى بتزويده بكل ما يحتاج من مؤن وأرزاق وأسلحة ولكنه في الوقت نفسه حذرة من ركوب البحر لان موسمه قد فات وانه سوف يواجه متاعب وأخطار بسبب الأحوال الجوية في تشرين الثاني ولكن القائد الهذلي لم يأخذ بنصيحة موسى بن نصير وقاد سفنه متوجها الى جزيرة سردينيا ونزل عند مدينة سلسلة وأفتتحها وعاد محملا بغنائم كثيرة | عطاء بن رافع الهذلي |

ففتحها وبنى حامية إسلامية, وفرض الجزية على أهل سردينيا. وحمل سفنه بالغنائم التي غنمها من الفتح ويقال انها صناديق من الذهب والفضة.

## الفتح في المصادر الأجنبية
اشارت العديد من المصادر الغير عربية الى خبر فتح سردينيا منها ما ذكرة كتاب المخطوطات اليونانية في متحف بريطانيا :
| عطاء بن رافع الهذلي | عطاء بن رافع الهذلي أرسلة والي مصر مع السفن نحو سردينيا فنزل سوسة ثم ارسل والي المحافظة موسى بن نصير يا عطاء لا تخاطر بنفسك في البحر الان وقد أقبل عليك العام الجديد ابقى حيث انت حتى تتمكن من الإبحار بشكل جيد ولكن عطاء لم يعر رسالة موسى بن نصير أي اهتمام فثقل المرساة ووصل الى جزيرة سردينيا فاحتلها واخذ الكثير من النفائس ولا سيما مشغولات الذهب والاحجار الكريمة وبعد ان شرع في العودة هبت عليه عاصفة | عطاء بن رافع الهذلي |

وذكر واشنطون ايرفينج.
| عطاء بن رافع الهذلي | بنهاية السنة الرابعة والثمانين للهجرة 703 م. كان في هذا الوقت دخل أسطول إسلامي أرسلة عبد العزيز ملك مصر ليقوم بأنزال مسعور على ساحل سردينيا الى ميناء سوسة الذي يقع بين القيروان وتونس أرسل موسى المؤن الى الأسطول لكنه كتب الى القائد عطاء بن رافع ان الموسم قد فات بالنسبة لمشروعة - وهو فتح سردينيا - ونصحه بالبقاء في الميناء حتى وقت وطقس مناسبين. تعامل عطاء مع رسالة الأمير بازدراء كما لو كانت نصيحة من أحد السكان المحليين. وبعد إعادة تجهيز السفينة أبحر عطاء ونزل على جزيرة سردينيا التي اطلق عليها العرب صلالة ولينوسا ولامبيدوزا وحصل على غنائم كبيرة من الذهب والفضة والأحجار الكريمة وأبحر مره أخرى في رحلته البحرية للنهب وحدثت عاصفة عنيفة وتحطمت السفن على الساحل الإفريقي وغرقوا جميعا. وعندما سمع موسى بن نصير بالكارثة ارسل أبنه عبدالعزيز مع قوة من الخيول الى مكان غرق السفينة لتقديم المساعدة التي في وسعه. | عطاء بن رافع الهذلي |

## قيادته غزو صقلية
ذكر ابن كثير في كتاب البداية والنهاية خبر قيادته غزو بلد صقلية وكان ذلك في سنة 82 هـ - 542 م حملة عسكرية قادها عطاء بن رافع الى جزيرة صقلية بالقرب من الأندلس ونجح في غزوها وأقام فيها. وقال المؤرخ حسين بن محمد الدِّيار بَكْري في ذكر أحداث عام 82 هـ.
| عطاء بن رافع الهذلي | وفى سنة اثنتين وثمانين مات زر بن حبيش بالكوفة وقد قرأ القرآن على على رضى الله عنهم وروى علما كثيرا وفيها كانت غزوة صقلية غزاها المسلمون وعليهم عطاء بن رافع وصقلية جزيرة كبيرة في البحر فيها مدائن وهى قريبة من جزيرة الاندلس يركب اليها من ناحية تونس افتتحها المسلمون وبقيت دار اسلام مدة طويلة وخرج منها علماء وأئمة ثم أخذتها الافرنج من نحو مائتى سنة | عطاء بن رافع الهذلي |

## خبر وفاته
بعد أن فتح سردينيا وبنى حاميته فيها أراد العودة الى مصر فاعترضته عاصفة شديدة أدت الى تحطم السفن الحربية فغرق الجنود. قال السمعاني «رأت في بعض الكتب القديمة أصيب عطاء بن رافع سنة خمس وثمانين». وعندما علم موسى بن نصير بما حدث أرسل حملات بحث الى السواحل بقيادة يزيد بن مسروق لإنقاذ الجند ولكنهم لم يجدوا أحدا. وكان ذلك سنة 87 هـ.